# Mammea sanguinea
Mammea sanguinea är en tvåhjärtbladig växtart som först beskrevs av Jumelle och H. Perrier, och fick sitt nu gällande namn av André Joseph Guillaume Henri Kostermans. Mammea sanguinea ingår i släktet Mammea och familjen Calophyllaceae. Inga underarter finns listade i Catalogue of Life.